# Gêtîg en mênôg
Gêtîg en mênôg (IPA: [ge:ti:g], [me:nɔ:g]; ook: gêtîk en mênôk) zijn twee kosmologische begrippen uit het zoroastrisme, die verwijzen naar twee werelden, namelijk de niet-waarneembare spirituele wereld (mênôg) en de waarneembare fysieke wereld (gêtîg). De begrippen zijn Middelperzisch, hoewel er Avestaanse precedenten zijn. Beide werelden zijn volgens het zoroastrische wereldbeeld geschapen door de oppergod Ahoera Mazdâ (Middelperzisch: Ohrmazd). Volgens de Pahlavi-boeken (Middelperzisch) schiep hij eerst de mênôg-wereld, dat men beschouwt als een spiritueel prototype voor de gêtîg-wereld. Dit betekent dat de dingen uit mênôg hun tegenhanger hebben in gêtîg en andersom. De werelden zijn complementair en onderling afhankelijk. Wat op aarde gebeurt, heeft repercussies voor de geestelijke wereld. 
Mênôg wordt voorgesteld als ontastbaar, onzichtbaar en mentaal, maar ook als oneindig, één geheel en onvergankelijk. Gêtîg is daar het tegendeel van. De tweedeling valt echter niet samen met een goddelijke en menselijke wereld. Yazads, goede goddelijke wezens, komen namelijk in beide werelden voor. Men neemt aan dat een individi de mênôg zou kunnen aanschouwen, mits onder de juiste omstandigheden. 
In tegenstelling tot het neoplatonisme en gnostische stromingen geldt de materiële wereld niet als negatief. Mênôg en gêtîg staan in principe niet voor goed en kwaad, omdat alles is geschapen door de goede Ahoera Mazda (al komt die interpretatie van polariteit soms wel voor in laat-Sassanidische literatuur). Ahoera Mazdâ's slechte tegenstrever, Angra Mainyu (Middelperzisch: Ahriman), heeft geen macht in de mênôg en maakt tegelijk geen wezenlijk onderdeel uit van de gêtîg-wereld, maar is daarin slechts een indringer. Hij zorgt daar met de door hem geschapen daêva's voor onrust en wanorde, zodat de mens voortdurend morele keuzes dient te maken. De gêtîg-wereld is dus een plaats geworden van vermenging van goed en kwaad. Onder leiding van Ahoera Mazdâ vindt een strijd plaats tegen de duistere krachten, en de gêtîg-wereld is daarin van groot belang, zoals blijkt uit teksten als de Dênkard (3.123).
Eschatologisch gezien zouden in de toekomst beide werelden dichter bij elkaar komen na de strijd en overwinning van Ahoera Mazdâ. In sommige Pahlaviliteratuur zou het onderscheid tussen beide werelden zelfs verdwijnen. 